# Diego Antonio Francés de Urritigoiti y Lerma
Diego Antonio Francés de Urritigoiti y Lerma (Saragossa, 1603 - Tarassona, 1682) fou un eclesiàstic i escriptor espanyol. Fou rector de la Universitat de Saragossa (1648) així com bisbe de Barbastre (1656), Terol (1673) i Tarassona (1673-1682).
Com a escriptor fou autor de l'obra: De officio Cancellarii Regnorum Coronae Aragonum (Lió, 1667).